# Franciscanessenklooster (Wyck)
Het Franciscanessenklooster Wyck, ook wel Klooster van de Franciscanessen van Heythuysen, Sint-Annaklooster of Huize Sint-Maartenspoort genoemd, is een voormalig klooster in de Nederlandse stad Maastricht, gelegen aan de straat Sint Maartenspoort in Wyck. Zowel het kloostergebouw van Alphons Boosten uit 1932 als de bijbehorende school uit 1916 zijn gemeentelijke monumenten. Beide vervullen sinds 1983 een culturele functie.

## Geschiedenis

### Eerste vestiging
Omstreeks 1850 vestigden de zusters franciscanessen van Heythuysen zich in Maastricht. In de Sint Pieterstraat in het Jekerkwartier begonnen ze een bewaarschool, een lagere school en een naaischool voor meisjes uit de lagere klassen. De zusters gaven er gratis onderwijs aan meisjes jonger dan tien jaar uit de "geringste en onvermogende volksklasse". In 1857 werd deze vestiging opgeheven bij gebrek aan geschikte onderwijzeressen.

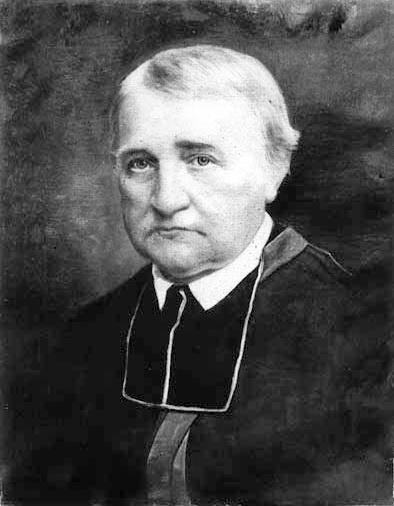
Pastoor Van Laer

### Tweede vestiging
Een tweede poging in het stadsdeel Wyck had in 1863 meer succes. De pastoor-deken van de Sint-Martinuskerk, Paulus Dominicus van Laer (1805-1883), geboren in Heythuysen, bood de zusters een groot pand aan, recht tegenover de enkele jaren eerder vernieuwde Sint-Martinuskerk. De bedoeling van Van Laer was dat de zusters het onderwijs aan meisjes in Wyck zouden gaan verzorgen, zoals de Broeders van de Beyart enkele jaren eerder het jongensonderwijs op zich genomen hadden.
Op 7 oktober 1863 werd het klooster aan de Rechtstraat ingezegend en toegewijd aan Sint-Anna. Er woonden aanvankelijk vijf zusters. Moeder-overste was Aldegonda van Hegelsom ("moeder Aldegonda"), die drie jaar later werd opgevolgd door moeder Veronica. Van 1865 tot 1894 was moeder Séraphine moeder-overste. Na pastoor Van Laer bleef ook zijn opvolger Joannes Christophorus Rijkers (1822-1889) de zusters steunen.

### Derde vestiging
In 1932 verhuisden de franciscanessen naar een nieuw klooster aan de Sint Maartenspoort, slechts enkele tientallen meters verwijderd van het oude klooster aan de Rechtstraat en direct achter de meisjesschool gelegen. In de korte vleugel aan de Sint Maartenslaan waren de keuken en refter ondergebracht. De kloosterkapel lag aan de tuinzijde van het gebouw.
Tijdens de Tweede Wereldoorlog werd het klooster gevorderd door de Duitse bezetter en ingericht als Ortskommandantur. De zusters namen in 1942 tijdelijk hun intrek in kasteel Bethlehem in Limmel.

### Vierde vestiging
In 1980 verlieten de overgebleven zusters het pand aan de Sint Maartenspoort en vormden een nieuwe, kleine communauteit aan het Kardinaal van Rossumplein 97a, naast de Don Boscokerk in de buurt Heugemerveld.

### Scholen, opvanghuizen en wijkverpleging
De franciscanessen van Heythuysen begonnen in het jaar van hun aankomst in Wyck meteen een bewaarschool voor 140 kleuters (jongens en meisjes) en een lagere school voor zestig meisjes; vanaf 1865 ook een zondagsschool voor fabrieksmeisjes. In 1871 openden de zusters, naast de A-school aan de Franciscus Romanusweg, een B-school (in feite een armenschool) voor honderd meisjes in de Wycker Grachtstraat. Aan de A-school was vanaf 1875 een internaat verbonden.

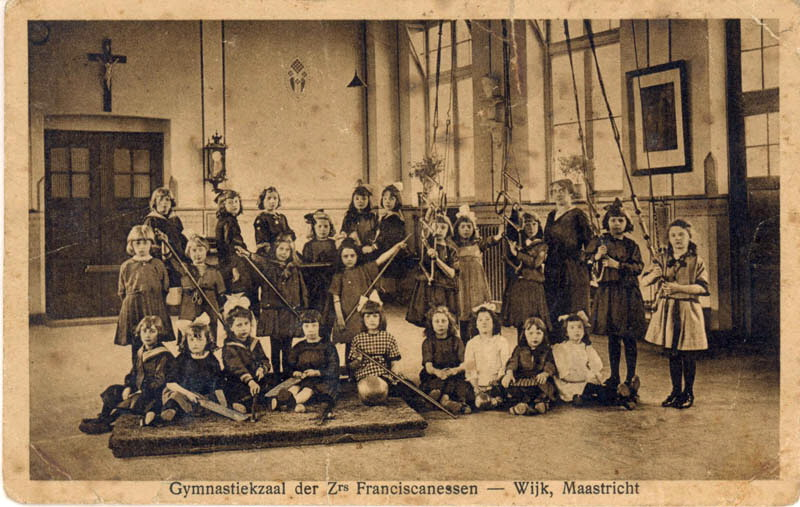
Gymnastiekzaal, ca. 1925

In 1915 richtten de zuster een muloschool op voor meisjes, die vanaf de A-school konden doorstromen. Een jaar later werd een nieuw schoolgebouw betrokken (met onder andere een gymnastiekzaal) aan de Franciscus Romanusweg. Vanaf 1917 werden cursussen aangeboden op het gebied van boekhouden, typen, stenografie en ook muziekonderwijs.
Zowel de bewaarschool als de lagere school bleven tot 1967 bestaan. Van 1933-1966 runden de zusters tevens een montessorikleuterschool. De naaischool bestond van 1892-1939; de mulo van 1916-1968. Van 1922-1949 verzorgden de zusters ook onderwijs aan wijkverpleegkundigen.
Vanaf 1922 hielden de zusters zich naast het onderwijs ook bezig met de wijkverpleging. Het Groene Kruis was gevestigd in de Sint-Jozefschool, eveneens in Wyck. In de loop van de jaren zestig waren er steeds minder zusters beschikbaar voor het onderwijs. Van 1967 tot 1982 was het klooster deels ingericht als opvanghuis voor ongehuwde moeders, Huize Sint-Maartenspoort geheten. Vanaf 1968 was dit een officieel erkende kraamkliniek. Zwangere meisjes zonder partner konden er tot drie maanden na de bevalling verblijven. Later werden ook jonge kinderen opgenomen van wie de moeder in verband met werk of andere omstandigheden niet in staat was voor de kinderen te zorgen.

### Herbestemming

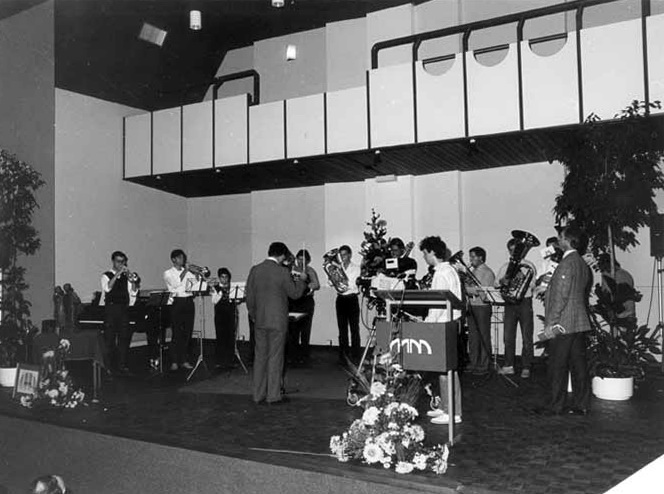
Openingsconcert, 21 oktober 1983

Het klooster en de bijbehorende meisjesschool zijn sinds 1983 in gebruik als (amateur-)kunstencentrum Kumulus en als dependance van het Conservatorium Maastricht. Beide instellingen zijn voortgekomen uit de in 1883 opgerichte Stedelijke Muziekschool. Het conservatorium werd daar in 1956 van afgesplitst (organisatorisch in 1979); Kumulus is er in feite de voortzetting van. De Stedelijke Muziekschool was achtereenvolgens gehuisvest in een vleugel van het Stedelijk Gymnasium aan de Helmstraat, een voormalig klooster aan de Sint Jacobstraat, een voormalig schoolgebouw aan de Lenculenstraat (tegenwoordig onderdeel van Toneelacademie Maastricht), een deel van het nieuwe conservatoriumgebouw aan de Bonnefantenstraat, een schoolgebouw aan de Professor Pieter Willemsstraat, het Generaalshuis aan het Vrijthof en een tweetal voormalige scholen aan de Lage Barakken. In augustus 1982 startte de verbouwing en uitbreiding van het franciscanessenklooster aan de Sint Maartenspoort onder leiding van architect Jan Dautzenberg. De nieuwe muziekschool omvatte 35 leslokalen, waarvan acht in een nieuwbouwvleugel, en een eveneens nieuwe concertzaal met 250 stoelen in de voormalige kloostertuin. De kloosterkapel werd verbouwd tot balletlokaal. Op 21 oktober 1982 werd het gebouw geopend door gouverneur Sjeng Kremers.
In 1993 ontstond door een fusie van de Stedelijke Muziekschool met het Centrum voor Creatieve Vorming (CCV) de Stichting Kumulus. De Stedelijke Muziekschool stond daarna bekend als Kumulus-Oost; het voormalige CCV-gebouw, de Sint-Servatiusschool aan de Herbenusstraat, als Kumulus-West. In 2013 werden Kumulus, Centre Céramique en het Natuurhistorisch Museum Maastricht samengevoegd tot één gemeentelijke organisatie. Het mannenkoor Mastreechter Staar huurde enige tijd repetitieruimte in het gebouw van Kumulus-Oost. Eind 2018 werd bekend dat zowel de muziekschool als de Mastreechter Staar op termijn het Franciscanessenklooster moesten verlaten. De maatregel was ingegeven door het dalend aantal cursisten bij Kumulus (tussen 2012 en 2017 40% minder), gecombineerd met dalende bezoekersaantallen bij de bibliotheek. In 2021 verhuisde de muziekschool naar het souterrain van Centre Céramique, dat in 2021-2021 ingrijpend verbouwd was. Wat er met het Franciscanessenklooster zal gebeuren is anno 2022 nog niet duidelijk. Mogelijk wordt er een integraal kindcentrum gevestigd.
De voormalige franciscanessenschool aan de Franciscus Romanusweg is omstreeks 1983 in gebruik genomen door de afdeling jazz en lichte muziek van het Conservatorium Maastricht. Voor de Basisschool Wyck, de voortzetting van de jongensscholen van de Broeders van de Beyart en de meisjesschool van de Franciscanessen van Heythuysen, ontwierp architect J. Dautzenberg een opvallend blauwe nieuwbouwvleugel aan de zuidzijde van het complex.

## Onroerend erfgoed

### Kloostergebouwen
Het pand aan de Rechtstraat, waar de franciscanessen van 1863-1932 gevestigd waren, is sinds 1966 een rijksmonument. Het betreft een groot, dubbel huis met een lijstgevel, segmentboogvensters met geprofileerde omlijstingen. Het werd waarschijnlijk omstreeks 1850 gebouwd als pastorie. Na het vertrek van de zusters werd het gesplitst (nrs. 5 en 5a) en kreeg 5a een aparte toegangsdeur.

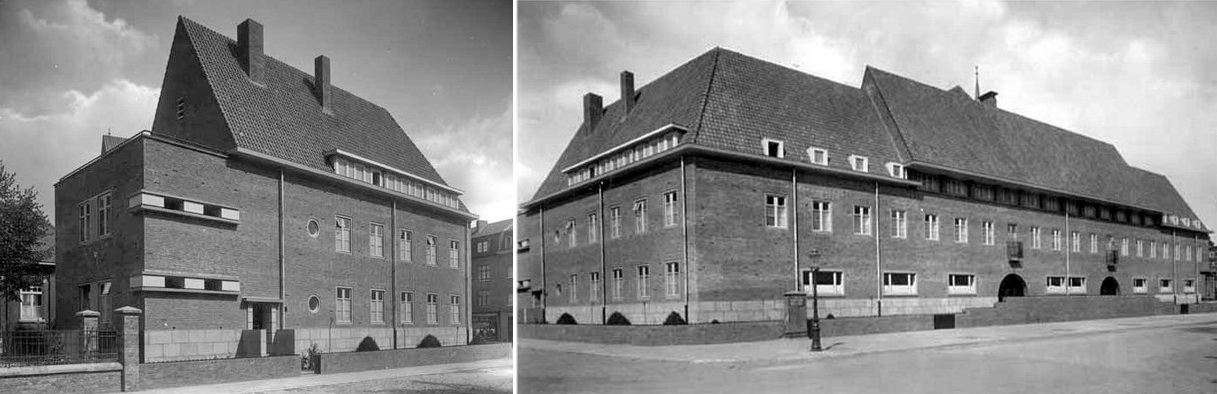
Het klooster in 1932, zuid- en oostvleugel

Het nieuwe klooster, tegenwoordig het gebouw van de muziek- en dansafdeling van Kumulus, werd in 1932 door architect Alphons Boosten ontworpen in opdracht van de franciscanessen van Heythuysen en staat op de lijst van gemeentelijke monumenten. Het gebouw bestaat uit twee haaks op elkaar staande vleugels van twee bouwlagen met hoge zadeldaken (met dakkapellen en schuine dakramen). Het middendeel van de lange vleugel aan de Sint Maartenspoort is iets verhoogd en heeft een extra verdieping onder de dakrand, die hier iets uitspringt. In dit deel bevinden zich ook de twee toegangen met brede gemetselde rondboogomlijstingen. De korte zuidvleugel aan de Sint Maartenslaan eindigt in een aanbouw met een plat dak. De noordgevel aan de Wilhelminasingel wordt gedomineerd door een doorlopende erker op de begane grond. De gevels zijn opgetrokken uit donkerbruine baksteen op een plint van tufsteen. Aan de achterzijde bevindt zich de voormalige kapel. De ranke dakruiter is zodanig geplaatst dat deze lijkt te zweven tussen het dak van het klooster en de kapel. Aan de kapel vastgebouwd is een schoolgebouw, dat als uitbreiding van de meisjesschool was bedoeld. Het complex is gedeeltelijk omgeven met een lage bakstenen muur uit de bouwperiode, die aan de noordzijde aansluit op een oudere muur met hekwerk, behorend bij de franciscanessenschool. Bij de entree bevindt zich een breed bordes met trappen achter een schoormuur, waarop in 1983 een kunstwerk is geplaatst. Bij de herbestemming tot muziekschool in 1983 zijn aan de noordzijde van het kloostergebouw en op het binnenterrein diverse aanbouwen toegevoegd, waaronder een halfronde concertzaal.

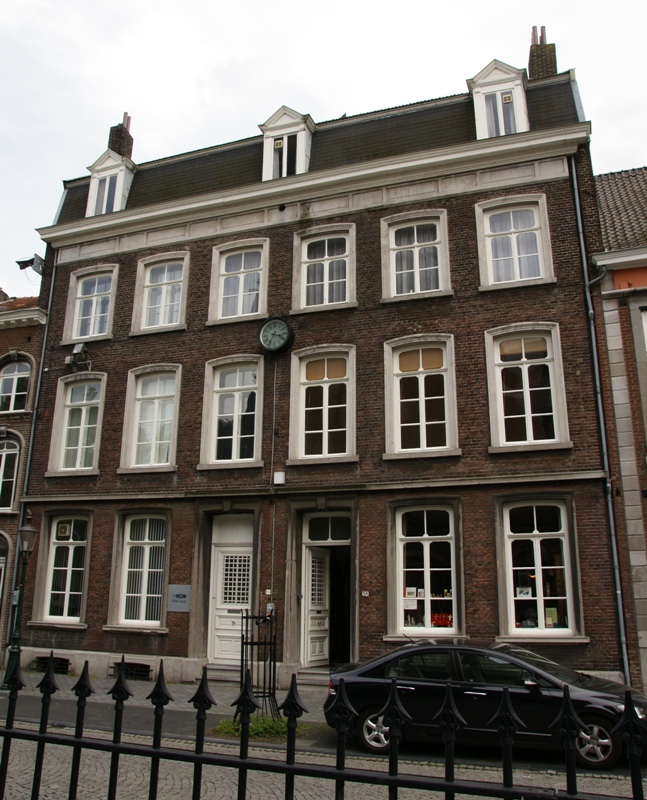
Rechtstraat 5, het eerste klooster
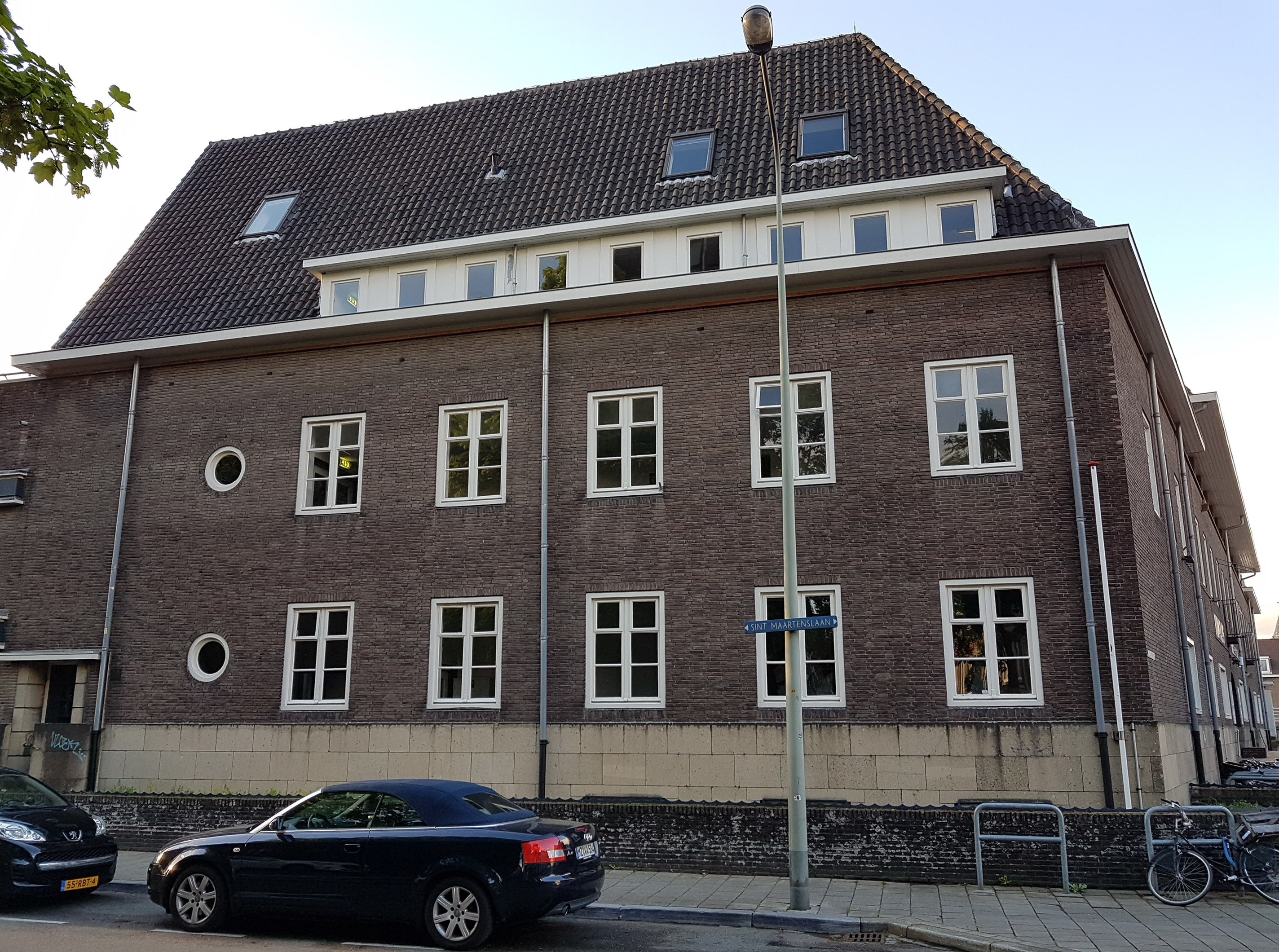
Sint Maartenspoort 2, linker zijgevel
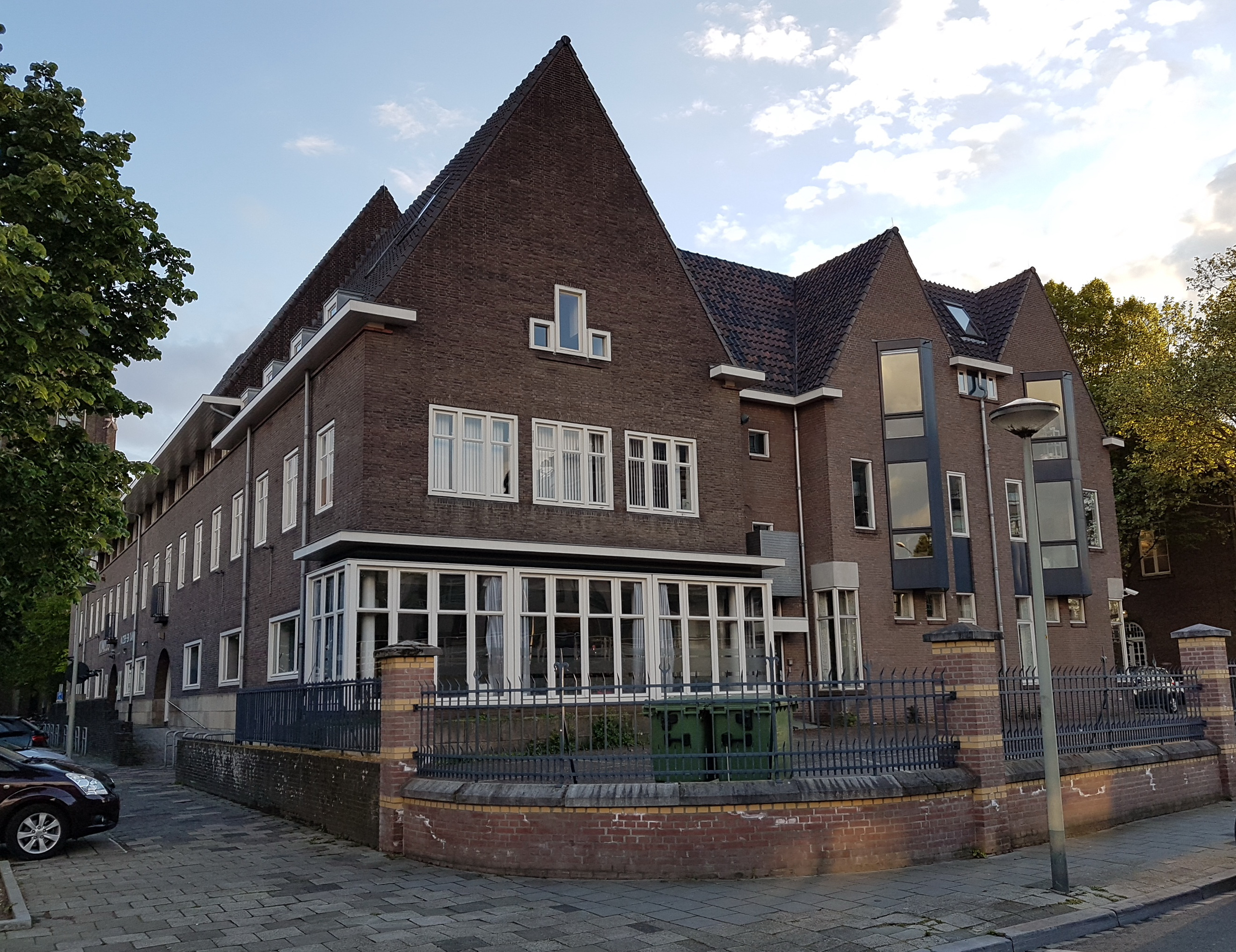
Idem, rechter zijgevel en aanbouwsels
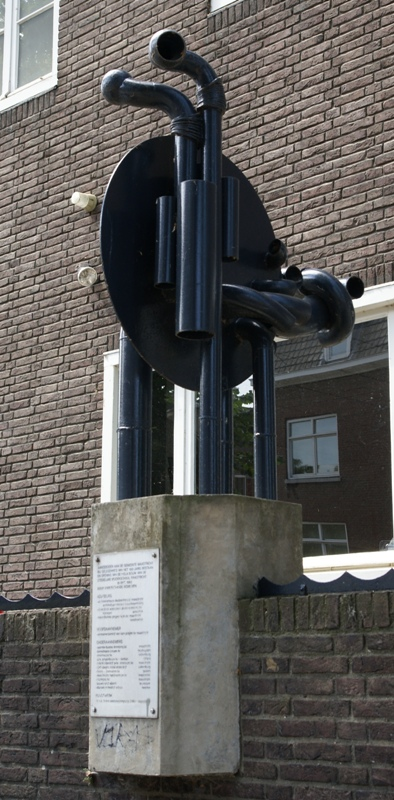
Idem, sculptuur bij hoofdingang

### Schoolgebouwen

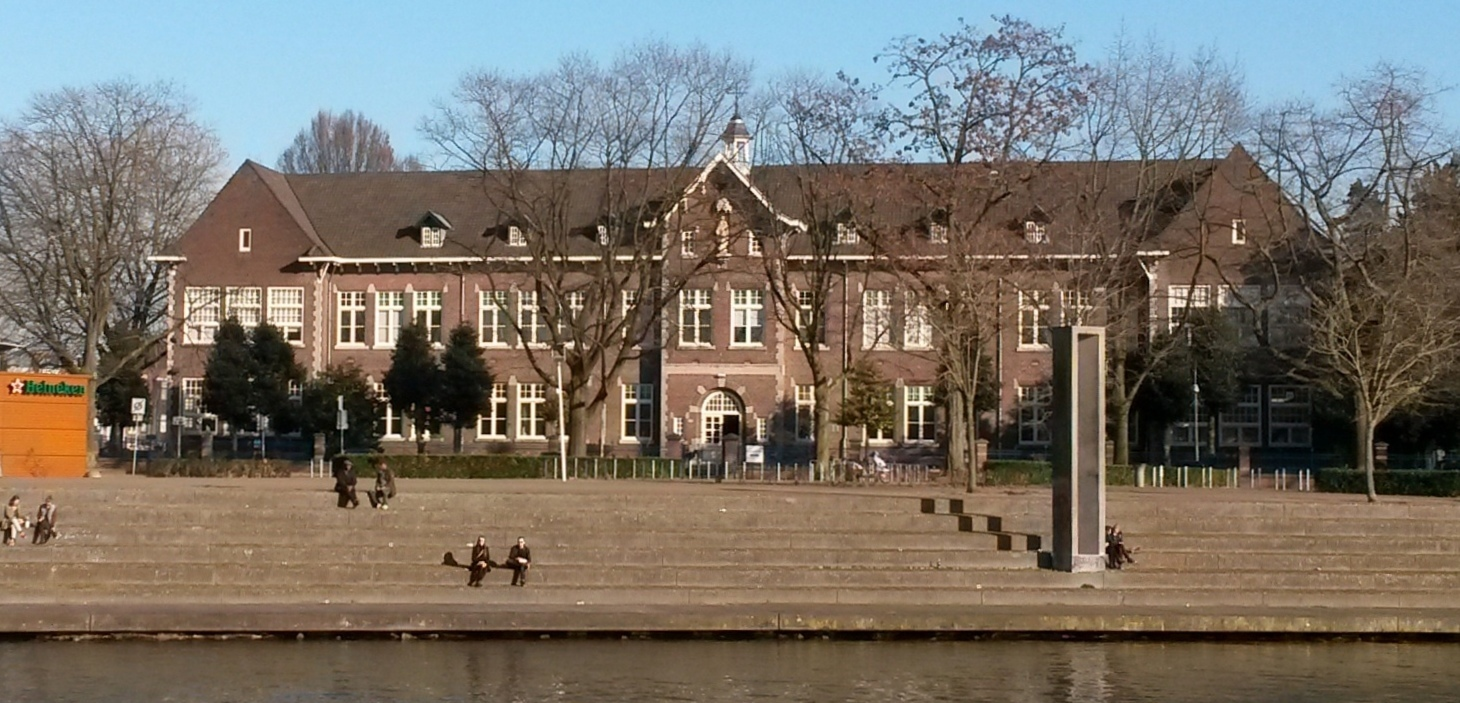
Voormalige meisjesschool vanaf de Maas

De voormalige meisjesschool van de zusters franciscanessen, tegenwoordig in gebruik door het Conservatorium Maastricht, dateert uit 1916 en is evenals het klooster een gemeentelijk monument. Het betreft een vrijstaand gebouw van rode baksteen op een plint van grove hardsteen, bestaande uit een lange vleugel parallel aan de straat met op de hoeken en in het midden dwarsvleugels met dwars geplaatste zadeldaken. Midden op het dak staat een houten klokkentorentje, bekroond door een smeedijzeren kruis. Het gebouw heeft een symmetrische opbouw, waarbij de meeste aandacht uitgaat naar de vooruitspringende middenrisaliet. De hoofdtoegang bevindt zich centraal in de voorgevel en heeft een gemetselde rondboogomlijsting met hardstenen details en een hardstenen trap. Ter hoogte van de tweede etage bevindt zich een nis met daarin een Mariabeeld op een sokkel en onder een baldakijn. De hoekvleugels zijn halverwege de jaren dertig bijgebouwd.

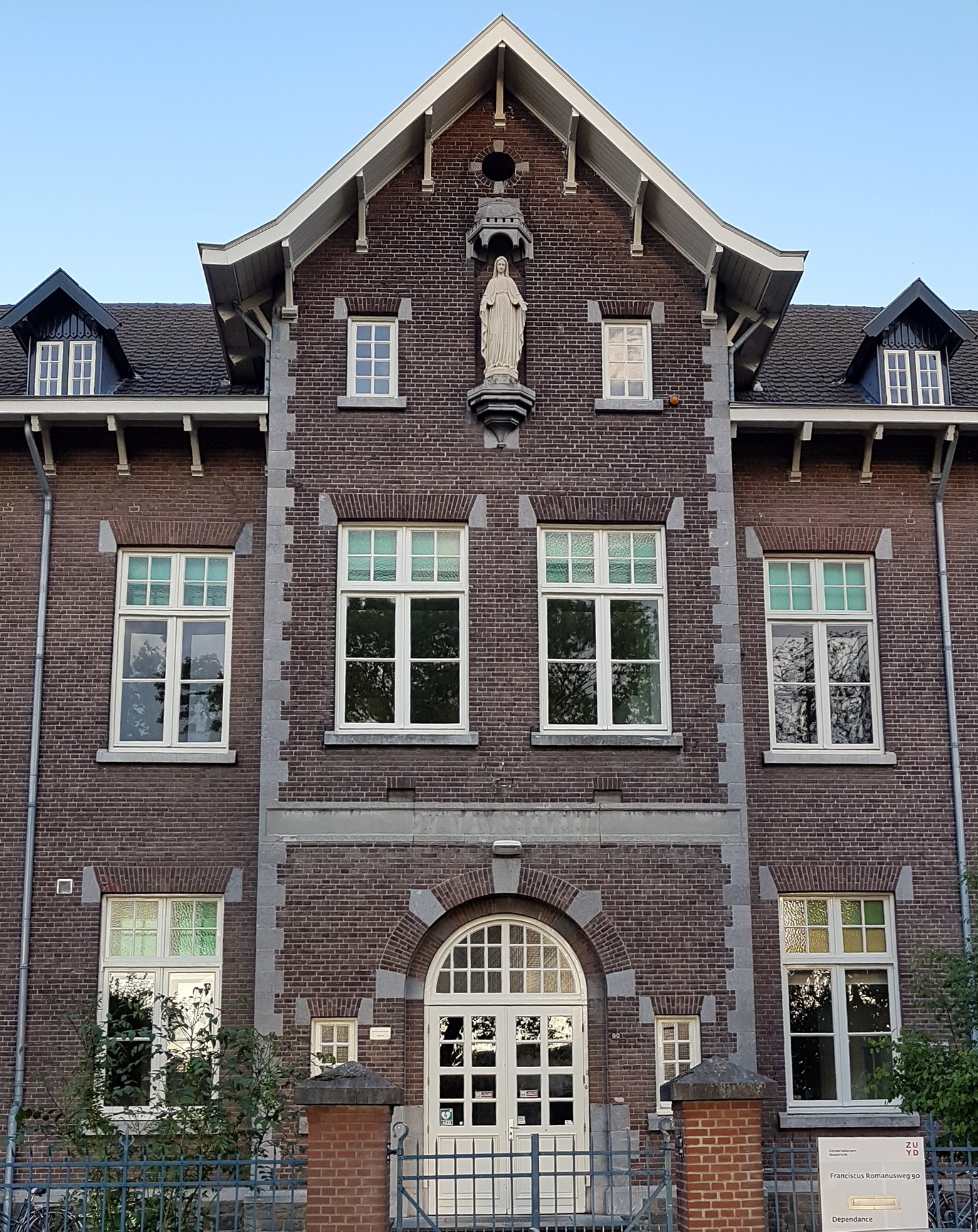
Franciscus Romanusweg 90, detail voorgevel
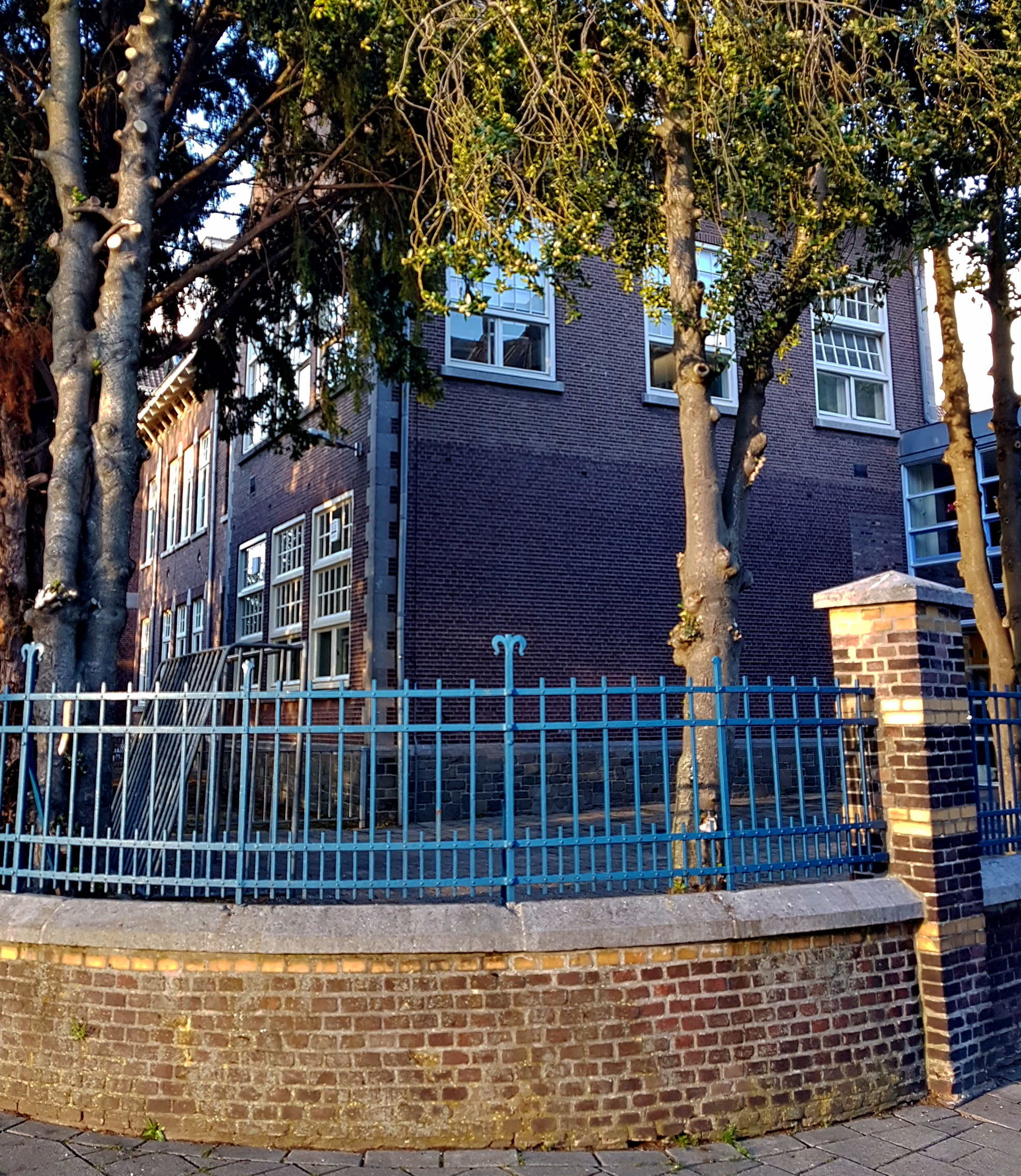
Idem, zijgevel en hekwerk
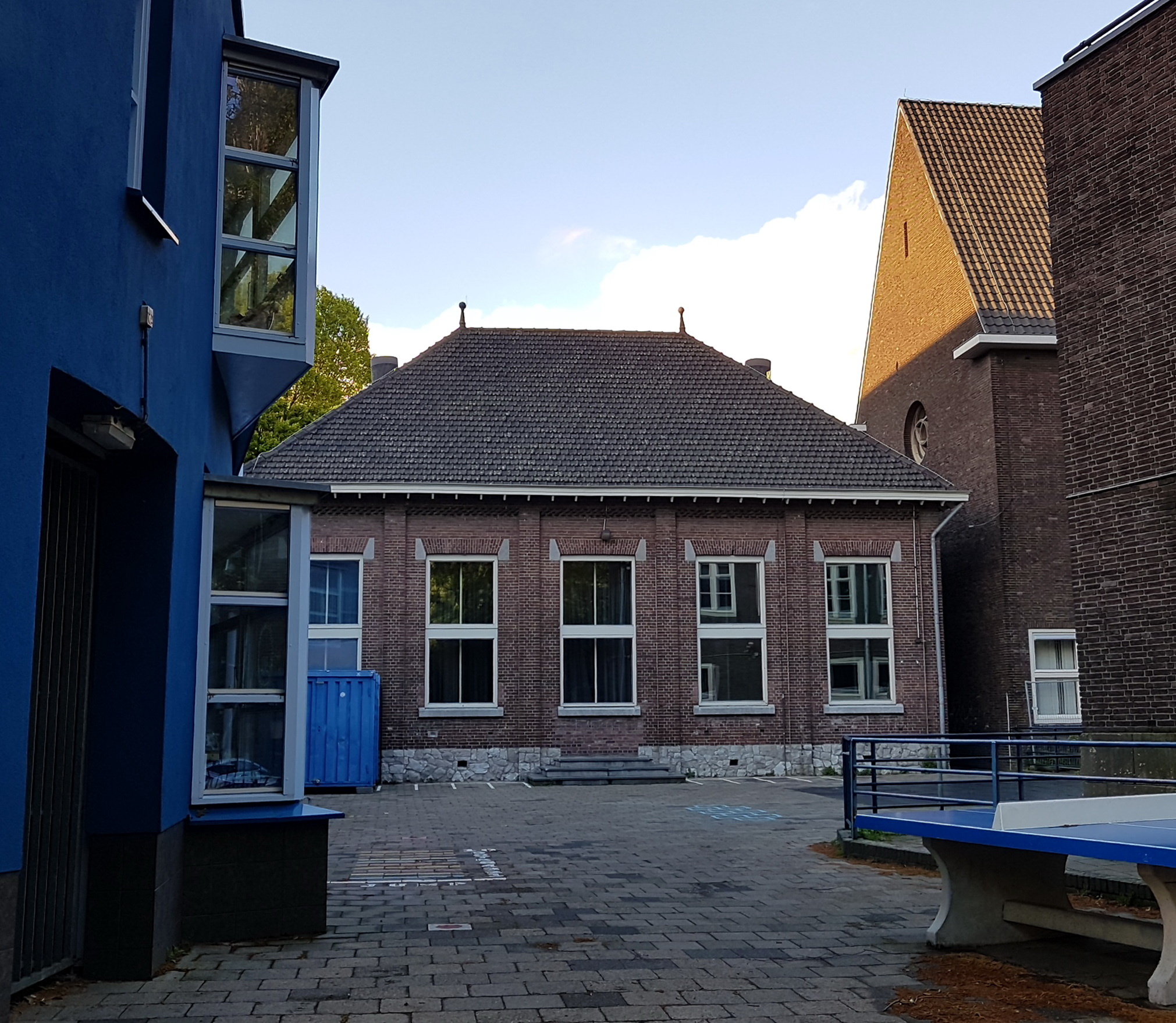
Schoolgebouw op binnenterrein
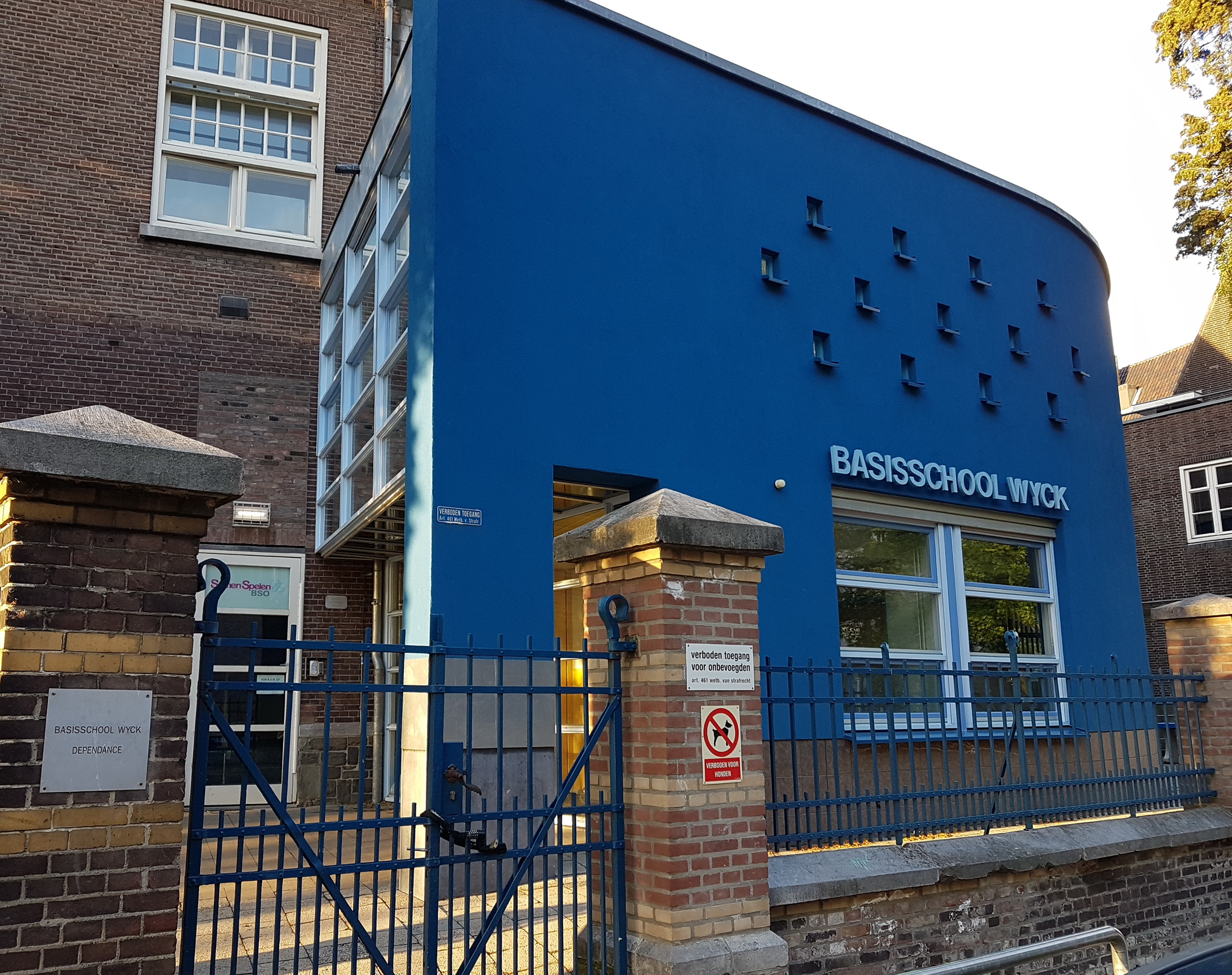
Nieuwbouw Basisschool Wyck